# 사토 에리코
사토 에리코(佐藤 江梨子, 1981년 12월 19일 ~ )는 일본의 배우겸 모델, 탤런트이자 전직 그라비아 아이돌이다. 본명은 사토 에리코 (佐藤 榮利子)이며, 애칭은 '사토에리'이다. 소속사는 옐로우 캡이다.

## 출연

### 드라마
- 1999년 《퍼펙트 러브!》
- 2001년 《츄라상》
- 2002년 《런치의 여왕》
- 2004년 《오렌지 데이즈》 아리사 역 (제1화)
- 2004년 《동경만경》 야마네 마리 역
- 2005년 《사랑에 빠지면: 나의 성공 비밀》
- 2005년 《전차남》 사와자키 카호 역
- 2006년 《CA라고 불러!》 후지사와 리사코 역
- 2006년 《전차남DX 최후의 성전》 사와자키 카호 역
- 2007년 《기쿠지로와 사키》
- 2008년 《야스코와 켄지》 아이 역
- 2008년 《더 퀴즈 쇼》 사와다 코토네 역
- 2009년 《워킹맨》
- 2011년 《그래도, 살아간다》 쿠사마 마키 역
- 2011년 《여기가 소문의 엘파라시오》 슈미센 오우카 역
- 2011년 《고독사》

### 영화
- 2004년 《큐티 하니》
- 2006년 《일본 침몰》
- 2007년 《나고야 살인사건》
- 2009년 《죄와 벌》
- 2010년 《나나세 다시 한 번》
- 2018년 《라플라스의 마녀》 미즈키 치사토 역